# Мохамед Райхі
Мохамед Райхі (нід. Mohamed Rayhi, нар. 1 липня 1994, Ейндговен) — нідерландський футболіст марокканського походження, нападник марокканського клубу «Відад» (Касабланка).

## Клубна кар'єра
Народився 1 липня 1994 року в місті Ейндговен. Вихованець юнацьких команд футбольних клубів ВВВЗ та ПСВ. У дорослому футболі дебютував 2013 року виступами за резервну команду «Йонг ПСВ», в якій провів два сезони, взявши участь у 48 матчах Еерстедивізі, але за першу команду так і не дебютував.
У липні 2015 року на умовах вільного агента перейшов у «Неймеген». Відіграв за команду з Неймегена наступні три сезони своєї ігрової кар'єри і за підсумками другої з них вилетів з Ередивізі.
Після закінчення терміну дії його контракту у 2018 році Райхі перейшов до роттердамської «Спарти», яка також грала в Еерстедивізі. У свій перший рік у «Спарті» Райхі вийшов з командою до Ередивізі через плей-оф, де провів ще один рік.
1 жовтня 2020 року Райхі приєднався до саудівського клубу «Аль-Батін», де провів два сезони, після чого перейшов у еміратський клуб «Аль-Дхафра», де провів сезон 2022/23. Після цього він повернувся до Саудівської Аравії, де приєднався до футбольного клубу «Аль-Джабалайн» з другого дивізіону.
23 липня 2024 року Райхі приєднався до марокканської команди «Відад» (Касабланка). Станом на 12 травня 2025 року відіграв за клуб з Касабланки 26 матчів в національному чемпіонаті.

## Виступи за збірні
У 2014–2015 роках залучався до складу молодіжної збірної Нідерландів. На молодіжному рівні зіграв у 4 офіційних матчах, забив 1 гол.

## Статистика виступів

### Статистика клубних виступів
Станом на 13 серпня 2019
| Сезон                          | Команда                        | Чемпіонат                      | Чемпіонат | Чемпіонат | Національний кубок | Національний кубок | Національний кубок | Континентальні кубки | Континентальні кубки | Континентальні кубки | Інші змагання | Інші змагання | Інші змагання | Усього | Усього | Усього |
| Сезон                          | Команда                        | Ліга                           | Ігор      | Голів     | Ліга               | Ігор               | Голів              | Ліга                 | Ігор                 | Голів                | Ліга          | Ігор          | Голів         | Ігор   | Голів  |        |
| ------------------------------ | ------------------------------ | ------------------------------ | --------- | --------- | ------------------ | ------------------ | ------------------ | -------------------- | -------------------- | -------------------- | ------------- | ------------- | ------------- | ------ | ------ | ------ |
| 2013–14                        | «Йонг ПСВ»                     | ЕД (ІІ)                        | 36        | 7         | -                  | -                  | -                  | -                    | -                    | -                    | -             | -             | -             | 36     | 7      |        |
| 2014–15                        | «Йонг ПСВ»                     | ЕД (ІІ)                        | 12        | 3         | -                  | -                  | -                  | -                    | -                    | -                    | -             | -             | -             | 12     | 3      |        |
| Усього за «Йонг ПСВ»           | Усього за «Йонг ПСВ»           | Усього за «Йонг ПСВ»           | 48        | 10        |                    | -                  | -                  |                      | -                    | -                    |               | -             | -             | 48     | 10     |        |
| 2015–16                        | «Неймеген»                     | E                              | 16        | 0         | КН                 | 2                  | 1                  | -                    | -                    | -                    | -             | -             | -             | 18     | 1      |        |
| 2016–17                        | «Неймеген»                     | E                              | 26+2      | 2         | КН                 | 0                  | 0                  | -                    | -                    | -                    | -             | -             | -             | 28     | 2      |        |
| 2017–18                        | «Неймеген»                     | ЕД (ІІ)                        | 18        | 7         | КН                 | 2                  | 1                  | -                    | -                    | -                    | -             | -             | -             | 20     | 8      |        |
| Усього за «Неймеген»           | Усього за «Неймеген»           | Усього за «Неймеген»           | 60+2      | 9         |                    | 4                  | 2                  |                      | -                    | -                    |               | -             | -             | 66     | 11     |        |
| 2018–19                        | «Спарта» (Роттердам)           | ЕД (ІІ)                        | 29+4      | 13        | КН                 | 1                  | 0                  | -                    | -                    | -                    | -             | -             | -             | 34     | 13     |        |
| 2019–20                        | «Спарта» (Роттердам)           | E                              | 2         | 1         | КН                 | 0                  | 0                  | -                    | -                    | -                    | -             | -             | -             | 2      | 1      |        |
| Усього за «Спарту» (Роттердам) | Усього за «Спарту» (Роттердам) | Усього за «Спарту» (Роттердам) | 31+4      | 14        |                    | 1                  | 0                  |                      | -                    | -                    |               | -             | -             | 36     | 14     |        |
| Усього за кар'єру              | Усього за кар'єру              | Усього за кар'єру              | 139+6     | 33        |                    | 5                  | 2                  |                      | -                    | -                    |               | -             | -             | 150    | 35     |        |